# フランシス・スペルマン
フランシス・ジョセフ・スペルマン（英語: Francis Joseph Spellman, 1889年5月4日 - 1967年12月2日）は、アメリカ合衆国のカトリック教会のニューヨーク大司教であり、教皇ピウス12世の枢機卿である。

## 生涯
マサチューセッツ州ホイットマンに生まれた。1911年にフォーダム大学を卒業したが、司祭になろうと決意して、イタリアのローマに在る神学校に通った。1939年にニューヨーク大司教に就任し、この時期に日本や日本統治下の朝鮮を訪問した。
1946年2月18日、教皇ピウス12世によって枢機卿に指名された。カトリック教会の中に留まるのではなく、アメリカ合衆国の生活習慣や価値観に適応して行こうという風潮が強まった。
これを支持していたスペルマン枢機卿は保守派と対立し、教皇レオ13世に仲裁される羽目となった。また、熱烈な反共主義者だったスペルマンはジョセフ・マッカーシーの支持者でもあった他、マルタ騎士団の一員でもあった。保守的な思想の持ち主であり、当時のファーストレディであったエレノア・ルーズベルトが書いたコラムに対して「反カトリック」であると糾弾したり、カトリック教徒として初めて大統領となったジョン・F・ケネディを支持せずリチャード・ニクソンへの支持を表明していた。第2バチカン公会議でも改革を拒否した。

## 備考
- 映画にもなったヘンリー・モートン・ロビンソンの1950年発表の小説『枢機卿』の主人公はスペルマンをモデルにしている。